# Erlotinib
El erlotinib es un medicamento utilizado para tratar el cáncer. Actúa impidiendo la actividad de una proteína llamada receptor del factor de crecimiento epidérmico. Se sabe que esta proteína está implicada en el crecimiento y propagación de las células tumorales. 
Es un inhibidor del receptor del factor de crecimiento epidérmico / de la tirosina quinasa del receptor del factor de crecimiento epidérmico humano tipo 1/ (EGFR, también conocido como HER1/). Inhibe potentemente la fosforilación intracelular del EGFR. El EGFR se expresa en la superficie de células normales y cancerosas. En modelos no clínicos, la inhibición de la fosfotirosina del EGFR da lugar a que la célula quede en fase de equilibrio y/o conduce a la muerte celular

## Farmacología
El erlotinib es un inhibidor del receptor del factor de crecimiento epidérmico / de la tirosina quinasa del receptor del factor de crecimiento epidérmico humano tipo 1/ (EGFR, también conocido como HER1/). Inhibe potentemente la fosforilación intracelular del EGFR. El EGFR se expresa en la superficie de células normales y cancerosas. En modelos no clínicos, la inhibición de la fosfotirosina del EGFR da lugar a que la célula quede en fase de equilibrio y/o conduce a la muerte celular.

## Eficacia
Cáncer de pulmón no microcítico (Erlotinib administrado en monoterapia en el ensayo BR.21):
Cáncer de páncreas (Erlotinib administrado en combinación con gemcitabina en el ensayo PA.3):

## Efectos Secundarios
Al igual que todos los medicamentos, erlotinib puede tener efectos adversos, aunque no todas las personas los sufran.
Los efectos adversos que se pueden dar muy frecuentemente (al menos 1 de cada 10 pacientes) son: sarpullido y diarrea, así como picores, sequedad de piel, pérdida de pelo, irritación de los ojos debido a conjuntivitis/queratoconjuntivitis, pérdida de apetito, pérdida de peso, náuseas, vómitos, irritación de la boca, dolor de estómago, indigestión, flatulencia, cansancio, fiebre, escalofríos, dificultad para respirar, tos, infección, dolor de cabeza, sensibilidad de la piel alterada o parálisis en las extremidades, depresión y resultados anormales en los análisis de sangre realizados para comprobar la función del hígado. En casos raros (al menos 1 de cada 10 000 pacientes) se observó fallo hepático. Si sus análisis de sangre indican cambios graves en su función hepática, su médico puede necesitar interrumpir su tratamiento. La diarrea grave o persistente puede hacer que se disminuya el potasio en sangre y que falle el riñón, especialmente si usted está siendo tratado con otros tratamientos quimioterápicos al mismo tiempo. En caso de que se le agrave la diarrea o que ésta sea persistente, contacte con su médico inmediatamente ya que su médico puede necesitar que se le administre un tratamiento en el hospital.
Los efectos adversos que se pueden dar frecuentemente (al menos 1 de cada 100 pacientes) son: hemorragias en el estómago o en el intestino y sangrado de nariz, e irritación de los ojos debido a queratitis.
Se puede dar un efecto adverso poco frecuente (al menos 1 de cada 1000 pacientes) que es una forma rara de irritación de los pulmones llamada enfermedad pulmonar intersticial, la cual puede también estar relacionada con el avance natural de su enfermedad y, en algunos casos, puede ser mortal. 
Se ha dado un caso aislado de inflamación de la córnea en un paciente tratado con erlotinib con quimioterapia.

## Contraindicaciones
Hipersensibilidad grave a erlotinib o a alguno de los excipientes

## Disponibilidad
El erlotinib es un medicamento de prescripción (sólo se vende bajo prescripción médica) y su presentación es en comprimidos Tarceva 25 mg Comprimidos Recubiertos con Película 
Tarceva 100 mg Comprimidos Recubiertos con Película ; Tarceva 150 mg Comprimidos Recubiertos con Película